# Eileen Roca
Eileen Roca Torralvo (Río de Janeiro; Brasil, 26 de septiembre de 1986) es una actriz, modelo, cantante y ex-reina de belleza Colombo-Brasileña, conocida por ser la Señorita Colombia 2006 y haber representado a su país en el Miss Universo 2007. Ha tenido varias actuaciones notables en telenovelas Colombianas como Oye bonita, El Joe, la leyenda y Sin senos sí hay paraíso.

## Biografía
Eileen Roca Torralvo nació el 26 de septiembre de 1986 en Río de Janeiro, Brasil, su madre (Eduvigis Torralvo) es oriunda de Lorica Córdoba y su padre de Valledupar (Jorge Albero Roca) En el momento de su nacimiento su madre era profesante de la carrera de medicina, y cursaba especializaciones en Brasil. Eileen llegó a Valledupar (Colombia) desde una edad muy temprana, ciudad donde fue criada.
Antes de su participación en el concurso de Señorita Colombia estudiaba Comunicación Social y Periodismo en la Universidad de La Sabana en Chía. Habla inglés y portugués. En el momento del concurso sus características físicas eran de 90-64-94, y su estatura de 1,70 metros. Sus ojos son color oscuro, cabello castaño medio y piel blanca-mestiza. 
En 2006 participó en el Concurso Nacional de Belleza de Colombia en representación del departamento de Cesar.
Meses después de su elección, en abril de 2007 viaja a la Ciudad de México para participar en Miss Universo 2007 sin lograr clasificación alguna. Regresó a Colombia a continuar sus estudios de Comunicación Social y Periodismo en la Universidad de La Sabana y desde su graduación ha estado vinculada a la actuación y el canto dentro de los principales canales televisivos de su país y ha participado también en numerosos reality shows colombianos.

## Familia
Eileen se casó con Juan Pablo Silva el 13 de abril de 2017.
El matrimonio tiene dos hijos:
Valentina Silva Roca, nacida el 30 de julio de 2018 en Bogotá, Colombia. 
Leonardo Silva Roca, nacido en el 2023 en La Florida, Estados Unidos.

## Señorita Colombia 2006

### Cuadro final del Señorita Colombia 2006
Finalistas
1. Eileen Roca Torralvo — Señorita Cesar
2. Ana Milena Lamus Rodríguez — Señorita Guajira
3. Lady Johana Rincón Páez — Señorita Cundinamarca
4. Laura Montoya Escobar — Señorita Antioquia
5. Katy Lorena Mosquera — Señorita Miss Chocó

Semifinalista
- Diana Marcela Acosta Albarracín – Señorita Bogotá
- Siad Karime Char Tinoco – Señorita Cartagena
- Katherine Estella Quintero Gómez – Señorita Córdoba
- Kelly Johanna Ballesteros Castellanos – Señorita Norte de Santander
- Stephany Ospina Tenorio – Señorita Valle

## Filmografía

### Televisión
| Año       | Título                           | Personaje                        |
| --------- | -------------------------------- | -------------------------------- |
| 2008-2010 | Oye bonita                       | Lina "La Nena" Abello            |
| 2009-2010 | La bella Ceci y el imprudente    | Maritza Combariza                |
| 2010      | Decisiones extremas              | Ep: Bebe de repuesto             |
| 2011      | El Joe, la leyenda               | Rosario                          |
| 2011      | Mujeres al límite                |                                  |
| 2012-2013 | ¿Dónde carajos está Umaña?       | Belinda Velandia "Profe Belinda" |
| 2014      | La suegra                        | Yamile Amador                    |
| 2015      | Tiro de gracia                   | Maracucha                        |
| 2016      | Contra el tiempo                 | Sandra "Sam" Pineda              |
| 2016-2017 | La ley del corazón               | Adelaida                         |
| 2017      | Polvo carnavalero                | Dr. Sol Prieto                   |
| 2017      | No olvidarás mi nombre           | 'Tata' Perea                     |
| 2017      | La Cacica                        | Cecilia "Chechi" Cotes Monsalvo  |
| 2017-2018 | Sin senos sí hay paraíso         | Soraya Fuentes / Ingrid Román    |
| 2019      | El final del paraíso             | Soraya Fuentes / Ingrid Román    |
| 2019      | El Bronx                         | Mónica                           |
| 2020      | Breicok                          | Bélgica Briceño                  |
| 2021      | Enfermeras                       | Iris                             |
| 2021      | Pa' quererte                     |                                  |
| 2021      | El Cartel de los Sapos el origen | Ana Elvira                       |

### Cine
| Año  | Tìtulo              | Personaje |
| ---- | ------------------- | --------- |
| 2015 | Abducted            | Susanna   |
| 2021 | Millonario sin amor | Valentina |

## Premios y nominaciones

### Premios TVyNovelas
| Año  | Categoría                             | Telenovela o Serie | Resultado |
| ---- | ------------------------------------- | ------------------ | --------- |
| 2015 | Mejor actriz de reparto de telenovela | La suegra          | Nominada  |